# AnnaGrace
Gli AnnaGrace (precedentemente noti come Ian van Dahl), sono un gruppo belga di musica dance, composto in origine da 5 membri.
La band ottiene successo con il brano dell'estate del 2001 "Castles In The Sky" (in italiano Castelli nel cielo), che ha scalato le classifiche di tutta Europa. La canzone include la voce della cantante Martine Theeuwen, che più tardi fu sostituita da Annemie Coenen.
Altri successi degni di nota sono: "Try", "Reason", "Will I?", "Secret Love", inclusi nell'album Ace (2002), "Believe", "I Can't Let You Go" e "Inspiration", inclusi in Lost and Found (2004).
Nel 2006 viene pubblicato il singolo "Just A Girl".
Nel 2008 la cantante Annemie Coenen e il produttore Peter Luts hanno dato vita a un progetto parallelo chiamato AnnaGrace, sviluppando nuove sonorità.
Nel 2011 sono stati pubblicati col nome Ian van Dahl altri quattro singoli intitolati: "You & Me", "My Heart", "Driving In My Car" e "Black Angel".
I produttori Luts e Vervoort fanno anche parte della band Lasgo.

## Formazione

### Formazione attuale
- Annemie Coenen - voce (2001-oggi)
- Peter Luts - DJ producer (2001-oggi)

### Ex componenti
- Martine Theeuwen - voce
- David Vervoort - DJ producer (2001-oggi)
- Christophe Chantzis - DJ producer (2001-oggi)
- Erik Vanspauwen - DJ producer (2001-oggi)

## Discografia
- 2002 - Ace (numero 7 UK)
- 2004 - Lost and Found

## Singoli
Will I?
- Regno Unito: numero 5
- Danimarca: numero 10
- Irlanda: numero 15
- Australia: numero 29

Try
- Spagna: numero 8
- Regno Unito: numero 15
- Danimarca: numero 18
- Finlandia: numero 20

Castles In the Sky
- Regno Unito: numero 3
- Stati Uniti: numero 91
- Paesi Bassi: numero 28
- Irlanda: numero 17

Reason
- Regno Unito: numero 8
- Spagna: numero 14
- Danimarca: numero 17
- Irlanda: numero 18

I Can't Let You Go
- Regno Unito: numero 22

Believe
- Regno Unito: numero 20

Inspiration
- Danimarca: numero 16
- World Dance/Trance Top 30 Singles: numero 13

## Premi e riconoscimenti
- Best High Energy Record of the year @ Wintermusic Conference US 2003
- Best dance & trance act of the year @ Dancestar awards UK 2002
- DI awards uk
- TOTP Best dance & trance @ Top of the Pop Awards UK 2002